# Ron Langston
Ronald John Langston, conegut com a Ron Langston   (Warwickshire, 1934), és un antic pilot de motociclisme anglès que va destacar en tota mena de modalitats motociclistes, tant de fora d'asfalt com de carretera, durant les dècades del 1950 i 1960. Entre altres èxits, va obtenir quatre victòries seguides al British Experts Trial en categoria de sidecars (1962-1965), cinc títols de campió britànic de sidecar trial, quatre medalles d'or als Sis Dies Internacionals (ISDT), una victòria a la Thruxton 500 (1960) i un segon lloc al TT de l'Illa de Man l'any del seu debut en aquella cursa (1959).
Nascut a Warwickshire, Ron Langston viu al veí Gloucestershire des dels volts de 1939, quan els seus pares s'establiren en una granja prop de Campden. Actualment viu a Chipping Campden, on organitza anualment una trobada d'antics pilots de motociclisme. Des de fa anys, col·labora amb el seu antic company d'equip a Ariel Sammy Miller, a qui ajuda en el manteniment del seu museu de New Milton, Hampshire.

## Biografia
El 1951, quan tenia 16 anys, el seu pare li va comprar una Ariel 350 de carretera, la qual es va canviar per una BSA de trial a finals de 1952. A començaments del 1953, mentre encara esperava la moto que havia encarregat, va debutar amb resultat de victòria en un trial de Strafford amb una Norton 500T d'un amic. El 1954, ja amb la BSA, va participar en la prestigiosa Cotswold Cup de trial. El 1955 es va comprar una BSA Gold Star 350 de motocròs i al juny va començar el seu servei militar al campament d'Aldershot, on passà els dos anys que marcava la llei aleshores. Durant aquella època, aprofitava els caps de setmana per a competir en proves de motocròs, anomenat a l'època scramble, i trial, on els seus bons resultats van fer que Ariel li oferís de pilotar una moto de fàbrica per a la temporada de 1956, concretament una HT5 amb matrícula SOX 561 (la mateixa que, més tard, va pilotar Scott Ellis).
El 1956, Ron Langston va debutar amb l'Ariel als Sis Dies d'Escòcia de Trial i als ISDT, celebrats a Garmisch-Partenkirchen, on obtingué una medalla d'or. El 1958 fou seleccionat per al combinat britànic al Motocross des Nations, celebrat a Suècia, on va córrer amb una Ariel HS. En aquella època, els principals pilots de trial de l'equip oficial d'Ariel eren, a més d'ell, Gordon Blakeway i Sammy Miller. Tots tres pilotaven sengles HT5 de fàbrica que duien matrícules correlatives: Langston duia la GOV 130, Blakeway la GOV 131 i Sammy Miller la GOV 132, aquesta darrera mundialment famosa arran de les millores que hi introduí el nord-irlandès a partir del 1958. Cap al 1959, Langston va participar també en diverses proves de trial amb una HT3 amb matrícula HOB 912, la qual encara conserva actualment. Els tres pilots d'Ariel van formar part sovint de la selecció britànica per als ISDE, on Langston obtingué fins a quatre medalles d'or al llarg de la seva carrera (la segona, per exemple, a l'edició de 1958, també a Garmisch-Partenkirchen).
Pel que fa al motocròs, Langston també hi va obtenir bons resultats i amb l'Ariel HS va arribar a guanyar ocasionalment al pilot estrella de BSA, Jeff Smith. El 1959, gràcies als seus èxits, va tornar a ser seleccionat per al Motocross des Nations, aquell any disputat a Gran Bretanya. Tot i que les motocicletes de motocròs de 350 cc eren menys populars que les de 500, Langston va córrer sovint amb l'HS3 en trobar que la seva major lleugeresa compensava la diferència de potència envers l'HS5.
El 1959, en una cursa de motocròs, Langston va patir un accident en què va estar a punt de lesionar-se seriosament i va decidir abandonar aquesta modalitat i provar sort en les curses de velocitat. Amb una Norton Manx 350, va debutar al TT de l'illa de Man d'aquell any i hi obtingué el segon lloc darrere de Peter Middleton al Junior TT, un fet que li valgué el premi al millor debutant (Newcomer’s Award). El 1960 va debutar en un Gran Premi del mundial de motociclisme de 500cc amb una Matchless G50. Amb aquella moto i la Norton de 350 cc va aconseguir una doble victòria a la Southern 100 (a les curses de 500 i 350cc) d'aquell any. També el 1960, va guanyar la Thruxton 500 amb Don Chapman de company al manillar d'una AJS 650. Entre aquella temporada i la de 1962, Ron Langston va prendre part en diversos Grans Premis, entre ells el GP d'Itàlia, el GP de l'Ulster i el GP de Bèlgica, a més del TT de l'illa de Man. El 1961 fou quart al GP de Bèlgica de 500cc i cinquè al Senior TT, mentre que el 1962 fou també quart al GP de l'Ulster.

### Sidecar trial
A mitjan 1960, Ariel va decidir dissoldre el seu equip de competició i Langston, que s'havia casat aquell estiu, es va trobar sense moto per a la resta de temporada. Després de valorar una oferta que havia rebut de Dot i de provar una Matchless 350 que li va deixar Hugh Viney, Ron Langston va decidir que era el moment de canviar i va abandonar les competicions de fora d'asfalt individuals per a dedicar-se en exclusiva a les de sidecars, concretament al sidecar trial.
Langston va començar a competir en sidecar amb una Ariel HS 500 de motocròs adaptada per a trial a la qual acoblà un sidecar durant l'hivern de 1960. Amb aquesta moto i Doug Cooper de passatger va competir en proves de sidecar trial amb èxit durant anys. Fins a la seva retirada, el 1968, la parella va arribar a guanyar cinc campionats britànics de l'especialitat i nombroses proves de prestigi, entre elles els Dos Dies de Trial de Man i el British Experts Trial (amb quatre victòries a cadascuna).

## Palmarès
- 5 Campionats britànics de sidecar trial
- 4 victòries al British Experts Trial en sidecars (1962-65)
- 4 victòries als Dos Dies de Trial de Man en sidecars (1962-63, 1967-68)
- 1 victòria a la Thruxton 500 (1960)
- 4 Medalles d'or als ISDT